# Karrabing Film Collective
Das Karrabing Film Collective ist ein indigenes Film- und Kunstkollektiv, das sich 2008 in Australien geformt hat. Die Filme des Kollektivs wurden auf der Countour Biennale 8 (2017), den 67. Internationale Filmfestspielen Berlin – Berlinale in der Kategorie Forum Expanded (2017), der documenta 14 (2017), und der Sydney Biennale (2016) präsentiert. 2022 veranstaltete das Münchner Haus der Kunst eine Einzelausstellung mit fast allen Werken des Kollektivs.

## Gründung
Das Kollektiv hat sich als Reaktion auf die Angriffe des australischen Staats auf soziale und territoriale Strukturen der indigenen Bevölkerung gegründet und besteht aus ungefähr 30 Mitgliedern, die überwiegend in der Belyuen-Gemeinschaft in den Northern Territories leben. Karrabing bedeutet in der Emmiyengal-Sprache „Ebbe“ und bezieht sich auf eine Form der Kollektivität außerhalb der von der Regierung auferlegten Beschränkungen der Clanship oder des Landbesitzes.

## Werk
Die meisten Karrabing-Filme, die mit Handkameras und Telefonen gedreht wurden, dramatisieren und satirisieren die täglichen Szenarien und Hindernisse, denen sich Kollektivmitglieder in Interaktionen mit Unternehmen und staatlichen Stellen konfrontiert sehen. Karrabing komponiert nichtlineare Erzählungen, die kulturelles Gedächtnis und Herkünfte thematisieren. Die gemeinsam realisierten Filme eröffnen einen narrativen Raum jenseits der Gegensätze von Fiktion und Dokumentation, Vergangenheit und Gegenwart. Inhaltlich konzentrieren sich die Filme des Kollektivs auf die langjährigen und anhaltenden Strukturen kolonialer Gewalt, wie Umweltzerstörung, Landbeschränkungen und wirtschaftliche Ausbeutung. Ein Leitthema der Filme ist der Kampf, sich an die heimtückischen alltäglichen Interventionen des Staates anzupassen (das Intervenieren von Polizei, Wohnungsunternehmen oder Sozialdiensten in ihrer Gemeinschaft), dem Druck des Extraktivismus und des Kapitalismus entgegenzuwirken und ihre kommunalen Strukturen aufrechtzuerhalten. Die von Mitgliedern der Gruppe geschriebenen, gespielten und inszenierten Filme stellen die hegemonialen Erzählungen in Frage, die den marginalisierten Gemeinschaften auferlegt wurden. Dabei versteht das Kollektiv ästhetische Praxis als ein Mittel zur sozialen Analyse.
Frühere Arbeiten des Karrabing Film Collective sind eher dokumentarisch gehalten. Mit The Mermaids, or Aiden in Wonderland von 2018 wurde die filmische Arbeit des Kollektivs experimenteller. Der Film erzählt die Geschichte von Aiden, einem indigenen Jungen, der bei der Geburt von seinen Eltern getrennt und von Wissenschaftlern mitgenommen wird, die ein Eugenik-Experiment durchführen. Im Film mit futuristischen Motiven arbeitend, werden historische Ereignisse widergespiegelt: In Australien wurden indigene Kinder wurden von Anfang des 20. Jahrhunderts bis ca. 1970 zwecks Umerziehungsmaßnahmen von ihren Familien getrennt.

## Filme (Auswahl)
- 2014: When the Dogs Talked
- 2015: Windjarrameru (The Stealing C*nt$)
- 2016: Wutharr, Saltwater Dreams
- 2017: Night Time Go
- 2017: The Jealous One
- 2018: The Mermaids, or Aiden in Wonderland
- 2020: Day in the Life

## Mitwirkende
- Trevor Bianamu
- Gavin Bianamu
- Sheree Bianamu
- Ricky Bianamu
- Taleesh Bianamu
- Danielle Bigfoot
- Kelvin Bigfoot
- Rex Edmunds
- Chloe Gordon
- Claudette Gordon
- Ryan Gordon
- Claude Holtze
- Ethan Jorrock
- Marcus Jorrock
- Reggie Jorrock
- Patsy-Anne Jorrock
- Daryl Lane
- Lorraine Lane
- Robyn Lane
- Sharon Lane
- Tess Lea
- Cecilia Lewis
- Angelina Lewis
- Marcia Bigfoot Lewis
- Natasha Lewis
- Serina Lippo
- Joslyn McDonald
- Elizabeth Povinelli
- Quentin Shields
- Rex Sing
- Kerin Sing
- Shannon Sing
- Claude Yarrowin
- Daphne Yarrowin
- Linda Yarrowin
- Roger Yarrowin
- Sandra Yarrowin

## Auszeichnungen
2015 hat das Kollektiv den Visible Award für den Film Salt gewonnen. In demselben Jahr wurden sie für den Film When The Dogs Talked mit dem Cinema Nova Award for Best Fiction Short Film ausgezeichnet.